# Серёгина, Виктория Валентиновна
Викто́рия Валенти́новна Серёгина (род. 22 мая 1973) — российская легкоатлетка, специалистка по прыжкам в высоту. Выступала на профессиональном уровне в 1996—2010 годах, двукратная чемпионка России в помещении, победительница и призёрка первенств всероссийского значения, участница ряда крупных международных стартов, в том числе чемпионата мира в помещении в Маэбаси. Представляла Брянскую область и Приморский край. Мастер спорта России международного класса. Тренер по лёгкой атлетике.

## Биография
Виктория Серёгина родилась 22 мая 1973 года. Занималась лёгкой атлетикой в Брянске, проходила подготовку под руководством тренеров Г. Г. Морозова и Т. Н. Кузиной.
Впервые заявила о себе в сезоне 1996 года, когда в прыжках в высоту выиграла серебряную медаль на зимнем чемпионате России в Москве. Попав в состав российской сборной, выступила на чемпионате Европы в помещении в Стокгольме, где в той же дисциплине заняла 11-е место.
В 1999 году одержала победу на зимнем чемпионате России в Москве, стала седьмой на чемпионате мира в помещении в Маэбаси.
В 2000 года была лучшей на зимнем чемпионате России в Волгограде, показала седьмой результат на чемпионате Европы в помещении в Генте.
В 2002 году получила серебро на зимнем чемпионате России в Волгограде, выступила на чемпионате Европы в помещении в Вене. Летом на всероссийском студенческом первенстве в Брянске установила свой личный рекорд в прыжках в высоту на открытом стадионе, преодолев планку в 2 метра, тогда как на летнем чемпионате России в Чебоксарах взяла бронзу. Благодаря череде удачных выступлений удостоилась права защищать честь страны на чемпионате Европы в Мюнхене — в финале показала результат 1,85 метра, закрыв десятку сильнейших.
В феврале 2003 года на международном турнире в Афинах установила личный рекорд в закрытых помещениях — 2,00 метра.
Завершила спортивную карьеру по окончании сезона 2010 года.
За выдающиеся спортивные достижения удостоена почётного звания «Мастер спорта России международного класса».
Работала тренером в Брянской областной спортивной школе олимпийского резерва по лёгкой атлетике имени В. Д. Самотёсова.